# Atletica leggera ai Giochi della IX Olimpiade - 800 metri piani femminili

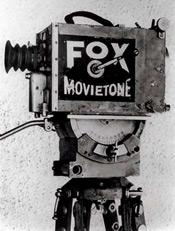
Video della Finale (la gara è mostrata in due fasi - partenza e arrivo - dal minuto 0'56" al minuto 1'12". Subito dopo segue il lancio di una discobola)

La competizione degli 800 metri piani femminili di atletica leggera ai Giochi della IX Olimpiade si tenne i giorni 1° e 2 agosto 1928 allo Stadio Olimpico di Amsterdam.

## La gara
Il limite mondiale appartiene alla tedesca Lina Radke (2'19"6), che si presenta con il ruolo di favorita.
In finale le tedesche fanno gara di squadra. La più debole, Elfiede Wever, si porta in testa al gruppo e fissa il ritmo. Inga Gentzel capisce tutto e la scavalca dopo 200 metri. La svedese termina il primo giro in 64"2, ad un passo che le permetterebbe di battere il record del mondo di 10 secondi.
Dopo la curva Lina Radke supera la svedese, che non reagisce e si fa superare, sulla retta finale, anche dalla giapponese Hitomi. La Radke vince con la migliore prestazione mondiale.
La canadese Fanny Rosenfeld, argento sui 100 metri, giunge brillantemente al quinto posto, a meno di 3 secondi dal podio.
La corsa viene seguita dagli organizzatori con palese pregiudizio e, anche se nessuna finalista accusa dei malesseri nel dopo-gara, bastano i commenti allarmati di alcuni organi influenti per bandire la distanza dal programma olimpico.

Gli 800 metri ritorneranno solo a Roma 1960.

## Risultati

### Batterie
Si disputarono il 1º agosto. Le prime tre furono ammesse alla finale.
| Pos. | Concorrente         | Nazione     | Tempo  |
| ---- | ------------------- | ----------- | ------ |
| 1    | Marie Dollinger     | Germania    | 2'22"4 |
| 2    | Inga Gentzel        | Svezia      |        |
| 3    | Fanny Rosenfeld     | Canada      |        |
| 4    | Anny Mallon         | Paesi Bassi |        |
| 5    | Elisabeth Oestreich | Germania    |        |
| 6    | Dee Boeckmann       | Stati Uniti |        |

| Pos. | Concorrente        | Nazione     | Tempo  |
| ---- | ------------------ | ----------- | ------ |
| 1    | Lina Radke         | Germania    | 2'26"0 |
| 2    | Kinue Hitomi       | Giappone    | 2'26"4 |
| 3    | Gertruda Kilosówna | Polonia     | 2'28"0 |
| 4    | Aat van Noort      | Paesi Bassi |        |
| 5    | Edie Robinson      | Australia   |        |
| 6    | Juliette Segers    | Belgio      |        |
| 7    | Sébastienne Guyot  | Francia     |        |
| 8    | Emy Pettersson     | Svezia      |        |
| 9    | Giannina Marchini  | Italia      |        |
| 10   | Rayma Wilson       | Stati Uniti |        |

| Pos. | Concorrente         | Nazione     | Tempo  |
| ---- | ------------------- | ----------- | ------ |
| 1    | Jean Thompson       | Canada      | 2'23"2 |
| 2    | Florence MacDonald  | Stati Uniti |        |
| 3    | Elfriede Wewer      | Germania    |        |
| 4    | Mien Duchateau      | Paesi Bassi |        |
| 5    | Ida Degrande        | Belgio      |        |
| 6    | Marcelle Neveu      | Francia     |        |
| 7    | Otylia Tabacka      | Polonia     | 2'33"0 |
| 8    | Josefine Lauterbach | Austria     |        |
| 9    | Paula Radziulyte    | Lituania    |        |

### Finale
È ufficializzato solo il tempo della prima classificata.
| Pos.    | Atleta             | Età | Nazione     | Tempo ufficiale | Tempo ufficioso |
| ------- | ------------------ | --- | ----------- | --------------- | --------------- |
| Oro     | Lina Radke         | 25  | Germania    | 2'16"8          |                 |
| Argento | Kinue Hitomi       | 21  | Giappone    |                 | 2'17"6          |
| Bronzo  | Inga Gentzel       | 20  | Svezia      |                 | 2'17"8          |
| 4       | Jean Thompson      | 18  | Canada      |                 | 2'21"4          |
| 5       | Fanny Rosenfeld    | 24  | Canada      |                 | 2'22"4          |
| 6       | Florence MacDonald | 19  | Stati Uniti |                 | 2'22"6          |
| 7       | Marie Dollinger    | 18  | Germania    |                 | 2'23"0          |
| 8       | Gertruda Kilosówna | 15  | Polonia     |                 | 2'28"0          |
| 9       | Elfriede Wewer     | 18  | Germania    |                 | n/d             |